# Saint-Antonin-du-Var
Saint-Antonin-du-Var è un comune francese di 737 abitanti situato nel dipartimento del Var della regione della Provenza-Alpi-Costa Azzurra.

## Società

### Evoluzione demografica
Abitanti censiti